# Hypocrea dorotheae
Hypocrea dorotheae är en svampart som beskrevs av Samuels & Dodd 2006. Hypocrea dorotheae ingår i släktet svampdynor och familjen Hypocreaceae.   Inga underarter finns listade i Catalogue of Life.